# Campanula macrorhiza
Campanula macrorhiza är en klockväxtart som beskrevs av Jacques Étienne Gay och A.Dc. Campanula macrorhiza ingår i släktet blåklockor, och familjen klockväxter.

## Underarter
Arten delas in i följande underarter:
- C. m. catalanica
- C. m. gypsicola
- C. m. macrorhiza